# Brochiverruca dens
Brochiverruca dens is een zeepokkensoort uit de familie van de Verrucidae. De wetenschappelijke naam van de soort is voor het eerst geldig gepubliceerd in 1932 door Broch.